# Pitcairnia arcuata
Pitcairnia arcuata là một loài thực vật có hoa trong họ Bromeliaceae. Loài này được (André) André miêu tả khoa học đầu tiên năm 1888.